# La Loge
La Loge település Franciaországban, Pas-de-Calais megyében. Lakosainak száma 218 fő (2022. január 1.). La Loge Cavron-Saint-Martin, Wamin és Hesdin-la-Forêt községekkel határos.

## Népesség
A település népességének változása:
| Lakosok száma | 183  | 187  | 198  | 201  | 204  | 206  | 205  | 211  | 218  |
|               | 2013 | 2015 | 2016 | 2017 | 2018 | 2019 | 2020 | 2021 | 2022 |